# Ru de Gally
Il Ru de Gally è un torrente del nord della Francia che scorre nel dipartimento di Yvelines, nella regione dell'Île-de-France, e sfocia nella Mauldre. È quindi un subaffluente della Senna

## Geografia
Il Ru de Gally nasce nel Parco di Versailles, tra il Grand Canal di Versailles e il Grand Trianon, e dopo un percorso di quasi 22 chilometri sfocia nella Mauldre a Beynes.
A valle della Ferme de Gally, esso attraversa Thiverval-Grignon e in particolare i terreni dell'Istituto Nazionale agronomico Paris-Grignon, come anche il mulino della Bonde a Crespières (proprietà di Georges Brassens dal 1958 al 1971) prima di raggiungere la Mauldre a valle di Beynes, nella località detta «la Maladrerie» a 42 metri di altitudine. Il suo corso segue un orientamento generale sud-est/nord-ovest.
Questo torrente drena la pianura di Versailles. Il suo bacino idrografico si estende per 120 km2 sui quali vivono 200 000 abitanti.

### Comuni attraversati
Nel solo dipartimento degli Yvelines, il ru de Gally attraversa tredici comuni.
Da monte verso valle:
- Versailles, Saint-Cyr-l'École, Bailly, Fontenay-le-Fleury, Noisy-le-Roi, Rennemoulin, Villepreux, Chavenay, Davron, Thiverval-Grignon, Crespières, Mareil-sur-Mauldre, Beynes.

## Affluenti
Il ru de Gally ha cinque affluenti codificati
- l'Acquedotto dell'Avre, 104,7 km
- il ru di Saint-Cyr,
- il ru di Chevreloup,
- il torrente dell'Oisemont,
- un ramo dello stessol ru de Gally.

Il suo numero di Strahler è due.